# Volkswagen Challenger 2009
Il Volkswagen Challenger 2009 è stato un torneo professionistico di tennis maschile giocato sul sintetico indoor, che faceva parte dell'ATP Challenger Tour 2009. Si è giocato a Wolfsburg in Germania dal 23 al 29 febbraio 2009.

## Partecipanti

### Teste di serie
| Nazionalità | Giocatore            | Ranking* | Testa di serie |
| ----------- | -------------------- | -------- | -------------- |
| Serbia      | Ilija Bozoljac       | 138      | 1              |
| Germania    | Simon Stadler        | 141      | 2              |
| Germania    | Daniel Brands        | 142      | 3              |
| Romania     | Adrian Cruciat       | 173      | 4              |
| Rep. Ceca   | Lukáš Rosol          | 175      | 5              |
| Regno Unito | Alex Bogdanović      | 187      | 6              |
| Russia      | Aleksandr Kudrjavcev | 196      | 7              |
| Italia      | Andrea Stoppini      | 204      | 8              |

- Ranking al 16 febbraio 2009.

### Altri partecipanti
Giocatori che hanno ricevuto una wild card:
- Richard Becker
- Jaan-Frederik Brunken
- Florian Mayer
- Louk Sorensen

Giocatori passati dalle qualificazioni:
- Ruben Bemelmans
- Dustin Brown
- Pierre-Ludovic Duclos
- Farruch Dustov

## Campioni

### Singolare
Ruben Bemelmans ha battuto in finale  Stefano Galvani con il punteggio di 7–6(5), 3–6, 6–3

### Doppio
Travis Rettenmaier /  Ken Skupski hanno battuto in finale  Serhij Bubka /  Aleksandr Kudrjavcev con il punteggio di 6–3, 6–4